# Arcuphantes iriei
Arcuphantes iriei är en spindelart som beskrevs av Saito 1992. Arcuphantes iriei ingår i släktet Arcuphantes och familjen täckvävarspindlar. Inga underarter finns listade i Catalogue of Life.